# 格雷舍姆公園 (喬治亞州)
格雷舍姆公園（英語：Gresham Park）是位於美國喬治亞州迪卡爾布縣的一個人口普查指定地區。

## 地理
格雷舍姆公園的座標為33°42′12″N 84°18′52″W / 33.70333°N 84.31444°W，而該地最高點為海拔高度274米（即899英尺）。

## 人口
根據2010年美國人口普查的數據，格雷舍姆公園的面積為7.30平方千米，當中陸地面積為7.30平方千米，而水域面積為0.00平方千米。當地共有人口7432人，而人口密度為每平方千米1,018人。